# Makunte, Holalkere
Makunte là một làng thuộc tehsil Holalkere, huyện Chitradurga, bang Karnataka, Ấn Độ.